# FIPRESCI
FIPRESCI (viết tắt của tiếng Pháp: Fédération Internationale de la Presse Cinématographique = Liên đoàn quốc tế báo chí điện ảnh; tên tiếng Anh: International Federation of Film Critics = liên đoàn quốc tế các nhà phê bình phim), là một hội liên hiệp các ký giả và các nhà phê bình phim chuyên nghiệp của các quốc gia trên khắp thế giới.
Liên đoàn này được thành lập trong tháng 6 năm 1930 tại Paris, Pháp, trụ sở hiện nay đặt tại thành phố München, Đức. Hiện nay Liên đoàn có khoảng hơn 300 hội viên thuộc trên 50 quốc gia.
Hàng năm FIPRESCI đều có trao giải của mình trong các liên hoan phim quốc tế lớn như Liên hoan phim Cannes, Liên hoan phim Berlin, Liên hoan phim Venezia vv... cho các phim được coi là hay nhất trong năm.
Từ năm 1999, Liên đoàn lập thêm một giải mới gọi là Giải thưởng lớn của FIPRESCI cho phim hay nhất, để thưởng cho các phim táo bạo, độc đáo và riêng tư. Giải này được trao trong ngày khai mạc Liên hoan phim quốc tế San Sebastián (Tây Ban Nha), tổ chức đồng sáng lập giải này.

## Giải thưởng lớn của FIPRESCI
- 1999: Tout sur ma mère của Pedro Almodóvar
- 2000: Magnolia của Paul Thomas Anderson
- 2001: Le Cercle của Jafar Panahi
- 2002: L'Homme sans passé của Aki Kaurismäki
- 2003: Uzak của Nuri Bilge Ceylan
- 2004: Notre musique của Jean-Luc Godard
- 2005: Locataires của Kim Ki-duk
- 2006: Volver của Pedro Almodóvar
- 2007: 4 mois, 3 semaines, 2 jours của Cristian Mungiu
- 2008: There Will Be Blood của Paul Thomas Anderson

Ngoài ra, từ năm 2005, Liên đoàn cũng lập ra một tạp chí điện ảnh online mang tên Undercurrents do nhà phê bình phim Chris Fujiwara biên tập.